# Paul Sylbert
Paul Sylbert (New York, 16 aprile 1928 – Jenkintown, 19 novembre 2016) è stato uno scenografo, sceneggiatore e regista statunitense.
Vincitore del Oscar alla migliore scenografia nel 1979 per Il paradiso può attendere.
Era fratello gemello di un altro scenografo Premio Oscar, Richard Sylbert.

## Filmografia parziale

### Scenografo
- Il ladro (The Wrong Man), regia di Alfred Hitchcock (1956)
- The Tiger Makes Out, regia di Arthur Hiller (1967)
- Cattive compagnie (Bad Company), regia di Robert Benton (1972)
- Qualcuno volò sul nido del cuculo (One Flew Over the Cuckoo's Nest), regia di Miloš Forman (1975)
- Il paradiso può attendere (Heaven Can Wait), regia di Warren Beatty (1978)
- Hardcore, regia di Paul Schrader (1979)
- Kramer contro Kramer (Kramer vs. Kramer), regia di Robert Benton (1979)
- Blow Out, regia di Brian De Palma (1981)
- Firstborn, regia di Michael Apted (1984)
- Il principe delle maree (The Prince of Tides), regia di Barbra Streisand (1991)
- Ipotesi di complotto (Conspiracy Theory), regia di Richard Donner (1997)

### Sceneggiatore
- The Steagle, regia di Paul Sylbert (1971)
- I falchi della notte (Nighthawks), regia di Bruce Malmuth (1981)

### Regista
- Pão de Açúcar (1964)
- The Steagle (1971)